# Bobby Bright
Bobby Neal Bright (ur. 7 lipca 1952 w Midland City) – amerykański polityk, burmistrz Montgomery w stanie Alabama w latach 1999-2009, a później w latach 2009-2011 członek kongresmen z 2. okręgu wyborczego w stanie Alabama.
Bright przez wiele lat niezwiązany z żadną partią (urząd burmistrza jest też formalnie bezpartyjny), związał się z Partią Demokratyczną, aby móc kandydować w 2008 do Kongresu (rozważał wcześniej wstąpienie do bardziej odpowiadającej jego konserwatywnym poglądom Partii Republikańskiej, ale zdecydował się tego nie robić z uwagi, jak sam oświadczył, na chęć „zachowania niezależności”). 2. okręg kongresowy w Alabamie uchodzi za jeden z najbardziej konserwatywnych i republikańskich w całym kraju.
4 listopada 2008 Bright pokonał różnicą zaledwie kilkuset głosów członka stanowej Izby Reprezentantów Jaya Love’a (urzędujący republikanin Terry Everett nie ubiegał się o dziewiątą kadencję). Ocenia się, iż sukces Brighta umożliwiła jego popularność w Montgomery, podczas gdy Love bez trudu poradził sobie na otaczających obszarach rolniczych. W kolejnych wyborach w listopadzie 2010 Bright nie zdołał uzyskać reelekcji, ulegając kandydatce Republikanów Marcie Roby.